# هفته بدون تو
«هفته بدون تو» ترانه‌ای از هنرمند اهل ایالات متحده آمریکا مایلی سایرس است. این ترانه از آلبوم ششم این خواننده اکنون جوانتر منتشر شده است.